# Adam Joks
Adam Antoni Joks (ur. 5 lipca 1966 w Ostrzeszowie) – generał broni Wojska Polskiego, dowódca 2 Korpusu Polskiego-Dowódca Komponentu Lądowego.

## Życiorys
Jego bratem jest dyrygent, dowódca Orkiestry Reprezentacyjnej Sił Powietrznych – Paweł Joks.

### Wykształcenie[4][5]
Jest absolwentem Wyższej Szkoły Oficerskiej Wojsk Zmechanizowanych we Wrocławiu (1990), Politechniki Warszawskiej (1993) oraz Akademii Obrony Narodowej w Warszawie (1999). Ukończył Zaawansowane Studia Bezpieczeństwa w Europejskim Centrum Studiów im. George’a C. Marshalla w Garmisch-Partenkirchen w Niemczech (2007), studia polityki obronnej w Akademii Wojennej Wojsk Lądowych w Carlisle Barracks w USA (2011), a także studia podyplomowe z zakresu nauk politycznych i administracji na Uniwersytecie Warszawskim (2004) oraz podyplomowe studia wojskowe z zarządzania kryzysowego na Akademii Obrony Narodowej w Warszawie (2004). W swoim dossier ma również liczne kursy, w tym kurs generalski w Akademii Obrony NATO w Rzymie (2016) oraz kurs starszych dowódców na Bałtyckiej Akademii Obrony w Tartu, w Estonii. W 2014 r. uzyskał stopień doktora z zakresu nauk o bezpieczeństwie na Akademii Obrony Narodowej w Warszawie.

### Kariera wojskowa
W latach 1986–1990 był podchorążym Wyższej Szkoły Oficerskiej Wojsk Zmechanizowanych we Wrocławiu. W 1990 roku został mianowany podporucznikiem. W latach 1990–1993 pełnił służbę na stanowisku dowódcy plutonu w 13 Pułku Zmechanizowanym w Kożuchowie, a w latach 1994–1997 dowódcy plutonu szkolnego i kompanii szkolnej w 9 Ośrodku Szkolenia Specjalistów Czołgowych w Ostrowie Wielkopolskim. W roku 1999 został wyznaczony na stanowisko dowódcy batalionu zmechanizowanego, a później szefa sekcji S-5 w 34 Brygadzie Kawalerii Pancernej w Żaganiu. W roku 2002 został przeniesiony do Dowództwa Wojsk Lądowych na stanowisko specjalisty w Zarządzie Operacji Lądowych G-3. W 2004 roku awansował na stopień podpułkownika. 
Po ukończeniu studiów podyplomowych w Akademii Obrony Narodowej z zakresu zarządzania kryzysowego został skierowany do służby w ramach III zmiany Polskiego Kontyngentu Wojskowego w Iraku na stanowisko zastępcy szefa Oddziału G-9 Sztabu Wielonarodowej Dywizji Centrum-Południe. W roku 2006 objął stanowisko dowódcy Centralnej Grupy Wsparcia Współpracy Cywilno-Wojskowej w Kielcach, a w roku 2007, po ukończeniu Zaawansowanych Studiów Bezpieczeństwa w Europejskim Centrum Studiów im. George C. Marshalla w Garmisch-Partenkirchen, został przeniesiony do Dowództwa Wojsk Lądowych na stanowisko głównego specjalisty Zarządu Operacji Lądowych G-3 Dowództwa Wojsk Lądowych. Tam, pod koniec tego samego roku, objął stanowisko Szefa Zarządu Operacji Lądowych G-3. W latach 2012–2015 dowódca 6 Brygady Powietrznodesantowej w Krakowie. 1 sierpnia 2013 roku prezydent RP Bronisław Komorowski mianował go na stopień generała brygady.
W latach 2015–2016 był dowódcą Wielonarodowej Brygady LITPOLUKRBRIG w Lublinie, a w roku 2016 objął funkcję Szefa Zarządu Wojsk Aeromobilnych i Zmotoryzowanych Dowództwa Generalnego Rodzajów Sił Zbrojnych. Decyzją Ministra Obrony Narodowej z 18 lipca 2017 r. został wyznaczony na stanowisko Szefa Sztabu Wielonarodowej Dywizji Północ-Wschód w Elblągu, a z dniem 10 stycznia 2018 roku objął stanowisko Zastępcy Szefa Sztabu Generalnego Wojska Polskiego. 22 lutego 2018 roku prezydent RP Andrzej Duda, na wniosek ministra obrony narodowej Mariusza Błaszczaka, mianował go na stopień generała dywizji. Akt mianowania odebrał z rąk prezydenta 1 marca 2018 roku w trakcie obchodów Narodowego Dnia Pamięci „Żołnierzy Wyklętych”.  Od 11 lipca 2019 do 30 czerwca 2021 roku pełnił funkcję dowódcy Centrum Szkolenia Sił Połączonych (ang. Joint Force Training Centre) w Bydgoszczy. W 2021 został zastępcą dowódcy V Korpusu Sił Lądowych USA. 18 lipca 2023 roku zmienił go na tym stanowisku gen. dyw. Maciej Jabłoński. Z dniem 1 sierpnia 2023 wyznaczony na stanowisko dowódcy 2 Korpusu Polskiego-Dowódca Komponentu Lądowego. 7 listopada 2023 został mianowany przez Prezydenta Polski Andrzeja Dudę na stopień generała broni.   
26 lutego 2024 jako Dowódca 2 Korpusu Polskiego - Dowódca Komponentu Lądowego objął obowiązki Dowódcy Garnizonu Kraków. 

## Awanse
- podporucznik – 1990
- porucznik – 1993
- kapitan – 1994
- major – 2002
- podpułkownik – 2004
- pułkownik - 2007
- generał brygady – 2013[9][20]
- generał dywizji – 2018[9][21]
- generał broni – 7 listopada 2023[22]

## Ordery i odznaczenia
- Złoty Krzyż Zasługi – 2018[23]
- Brązowy Krzyż Zasługi – 2004[24]
- Wojskowy Krzyż Zasługi – 2021[25]
- Srebrny Medal za Długoletnią Służbę
- Gwiazda Iraku
- Srebrny Medal „Siły Zbrojne w Służbie Ojczyzny”
- Brązowy Medal "Siły Zbrojne w Służbie Ojczyzny"
- Złoty Medal „Za zasługi dla obronności kraju”
- Srebrny Medal "Za Zasługi dla Obronności Kraju"
- Odznaka okolicznościowa „Medal 100-lecia ustanowienia SG WP”
- Odznaka Skoczka Spadochronowego Wojsk Powietrznodesantowych z cyfrą "75"
- Odznaka Honorowa Wojsk Lądowych
- Odznaka pamiątkowa Dowództwa Wojsk Lądowych (nr 398) – 2002
- Odznaka pamiątkowa 6 BPD – 2012, ex officio
- Odznaka pamiątkowa LITPOLUKRBRIG
- Odznaka pamiątkowa JFTC w Bydgoszczy
- Odznaka pamiątkowa SG WP
- Odznaka pamiątkowa D2KP-DKL – 2024, ex officio
- Odznaka absolwenta AON
- Brązowa Odznaka „Za zasługi w pracy penitencjarnej”
- Medal „Pro Patria” – 2014[26]
- Medal Pamiątkowy Wielonarodowej Dywizji Centrum-Południe w Iraku
- Medal Porozumienia Związków i Stowarzyszeń Służb Mundurowych Województwa Małopolskiego
- Krzyż Błogosławionego ks. Popiełuszki
- LITPOLUKRBRIG Service Cross
- Officer Legii Zasługi – Stany Zjednoczone; 2017[27][28]
- Basic Parachutist Badge(inne języki) – Stany Zjednoczone
- Odznaka absolwenta United States Army War College – Stany Zjednoczone
- Fallschirmspringerabzeichen der Bundeswehr in Bronze(inne języki) – Niemcy
- Medal Zasługi Litewskich Sił Zbrojnych – Litwa
- Odznaka Baltic Defence College(inne języki) – Litwa, Łotwa, Estonia